# Le Messager (film, 1937)
Pour les articles homonymes, voir Le Messager.
Pour plus de détails, voir Fiche technique et Distribution.
Le Messager est un film français, réalisé par Raymond Rouleau, sorti en 1937.

## Synopsis
Nicolas Dange, gestionnaire d'une société de sa femme Florence, demande le divorce et renonce à sa position, car il est tombé amoureux de sa nouvelle secrétaire. Il trouve un nouveau travail en Afrique mais ne peut pas emmener sa nouvelle épouse avec lui. Son adjoint Gilbert tombe amoureux de sa femme en écoutant les confidences qu'il lui fait les soirs de cafard dans la brousse. L'adjoint malade, rentre en France et devient l'amant de la jeune femme, lasse de sa solitude. Le mari revient aussi, l'épouse bouleversée obtient son pardon et le jeune homme se donne la mort.

## Fiche technique
- Réalisation : Raymond Rouleau, assisté de Marcel Cravenne (comme « Marcel Cohen »)
- Scénario : Marcel Achard d'après la pièce éponyme d'Henri Bernstein
- Dialogue : Henri Bernstein, Marcel Achard
- Direction artistique : Alexandre Kamenka
- Décors : Eugène Lourié, Jean Lafitte
- Photographie : Jules Kruger
- Montage : Maurice Serein, Henriette Caire
- Son : Robert Sauvion
- Musique : Georges Auric
- Cadreur : Marc Fossard
- Direction musicale : Roger Désormière
- Photographe de plateau : Sam Lévin
- Scripte : Paula Boutaut
- Régisseur général : Koura
- Production : Albatros
- Directeur de production : Vladimir Zederbaum
- Distribution : Pathé Consortium Cinéma
- Tournage : Studios de Joinville (Pathé Cinéma) et studios de la Victorine[1]
- Pays de production :  France
- Format :  Noir et blanc - 1,37:1 - 35 mm - son mono
- Genre : Drame
- Durée : 98 min
- Date de sortie : 
  - France : 3 septembre 1937, 1er septembre 1937 (Source Musée Jean Gabin à Mériel)
- Affiche : Jean-Adrien Mercier

## Distribution
- Jean Gabin : Nicolas Dange dit : Nick, agent colonial
- Gaby Morlay : Marie, la seconde femme de Nick
- Betty Rowe : Florence Harliston
- Jean-Pierre Aumont : Gilbert Rollin, l'assistant de Nick
- Pierre Alcover : Morel, agent colonial
- Mona Goya : Pierrette
- Princesse Khandou : Dolly, la métisse
- Maurice Escande : Géo
- Henri Guisol : Jack
- Ernest Ferny : l'industriel
- Jean Temerson : le serveur
- Lucien Coëdel : l'agent de la circulation
- René Stern : le notaire
- Bernard Blier : Bernard, le chauffeur
- Robert Vattier : le représentant